# 국제 지리학 연합
국제 지리학 연합(International Geographical Union, IGU)는 세계의 지리적 국제 단체 협회이다. 이 조직은 1922년에 설립 된 벨기에 1871년에 있었던 첫 번째 지리적 의회 후인 1922년에 설립되었다.
연합은 34위원회와 네 개의 태스크 포스를 가지고있다. 이러한 임무 중 하나는 '도시 지리위원회'이다. 이것은 사회주의 경제의 세계에서 자본주의 경제의 세계에서 도시와 도시를 비교한다. 그것은 모스크바 1976년에서 상부 위장관 회견에서 만들었다. 